# Іванов Євген Вікторович (капітан)
Євге́н Ві́кторович Іванов (1988—2014) — капітан Збройних сил України учасник російсько-української війни.

## Короткий життєпис
Народився 1988 року в місті Кривий Ріг. Навчався у Криворізькому ліцеї з посиленою військово-фізичною підготовкою (2003—2005 рр).
Випускник 2009 року Інституту Сухопутних військ імені гетьмана Петра Сагайдачного, спеціальність — бойове застосування та управління діями підрозділів наземної артилерії.
Командир підрозділу, інженер відділення повітрянодесантної техніки, 80-ї окремої аеромобільної бригади.
31 серпня 2014-го зник безвісти в бою біля Луганського аеропорту.
Упізнаний за експертизою ДНК; похований у Дніпропетровську (з 2016 — Дніпро), Краснопільський цвинтар.
Без Євгена залишилися дружина та син.

## Нагороди і вшанування
За особисту мужність і героїзм, виявлені у захисті державного суверенітету та територіальної цілісності України, вірність військовій присязі під час російсько-української війни, відзначений — нагороджений
- 23 травня 2015 року — орденом Богдана Хмельницького III ступеня (посмертно)
- Почесний нагрудний знак Начальника Генерального штабу «За досягнення у військовій службі» 2 ст. (посмертно)
- Його портрет розміщений на меморіалі «Стіна пам'яті полеглих за Україну» в Києві: секція 4, ряд 5, місце 7
- Вшановується 31 серпня на щоденному ранковому церемоніалі вшанування українських захисників, які загинули цього дня в різні роки внаслідок російської збройної агресії[1]